# Polistes ridleyi
Polistes ridleyi är en getingart som beskrevs av Kirby 1894. Polistes ridleyi ingår i släktet pappersgetingar, och familjen getingar. Inga underarter finns listade i Catalogue of Life.